# Église de l'Immaculée-Conception de Daugavpils
Pour les articles homonymes, voir Église de l'Immaculée-Conception.
L'église de l'Immaculée-Conception est une église catholique de la ville de Daugavpils (ex-Dünaburg, puis Dvinsk) en Lettonie, appartenant au diocèse de Rēzekne-Aglona. En diagonale de l'église, se trouve l'église luthérienne de Martin Luther. Ses deux clochers en façade font 51 mètres de hauteur.

## Histoire
L'église a été construite  entre 1902 et 1905 par Wilhelm Neumann en style néobaroque, à l'époque où la ville faisait partie de l'Empire russe de Nicolas II qui avait des vues plus conciliantes que son père en matière religieuse. Elle a été consacrée le 4 décembre 1905. Cette église était construite pour les fidèles catholiques de langue polonaise. L'église ne fut pas endommagée par la dernière guerre et ne ferma pas pendant l'ère soviétique, contrairement à la majorité des églises.
Le maître-autel est voué à la Vierge Marie, et les autres au Sacré-Cœur, à saint Stanislas Kostka et à Notre-Dame de Lourdes.
Les messes sont aujourd'hui dites en letton, en russe et en polonais.

## Galerie

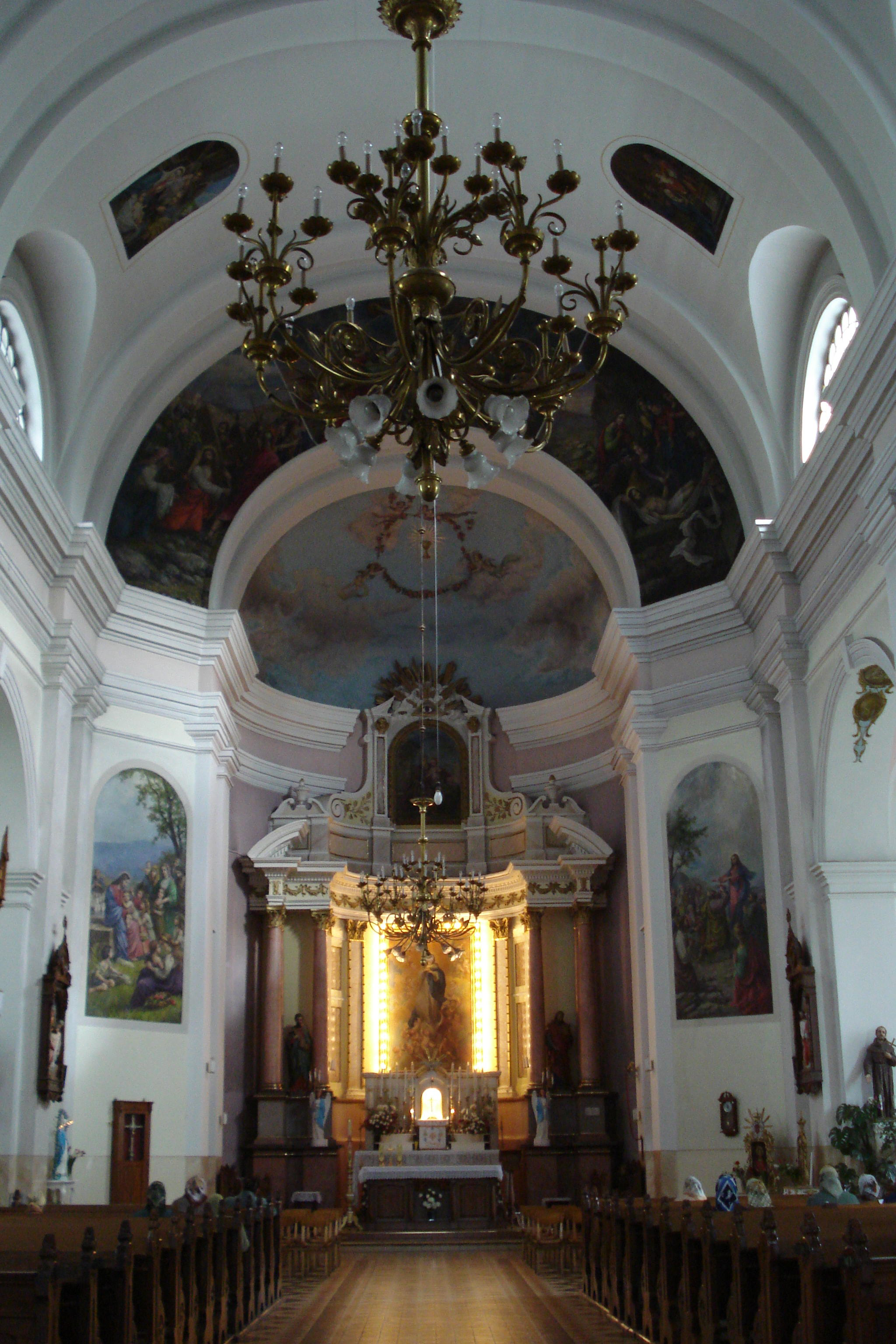
Intérieur de l'église
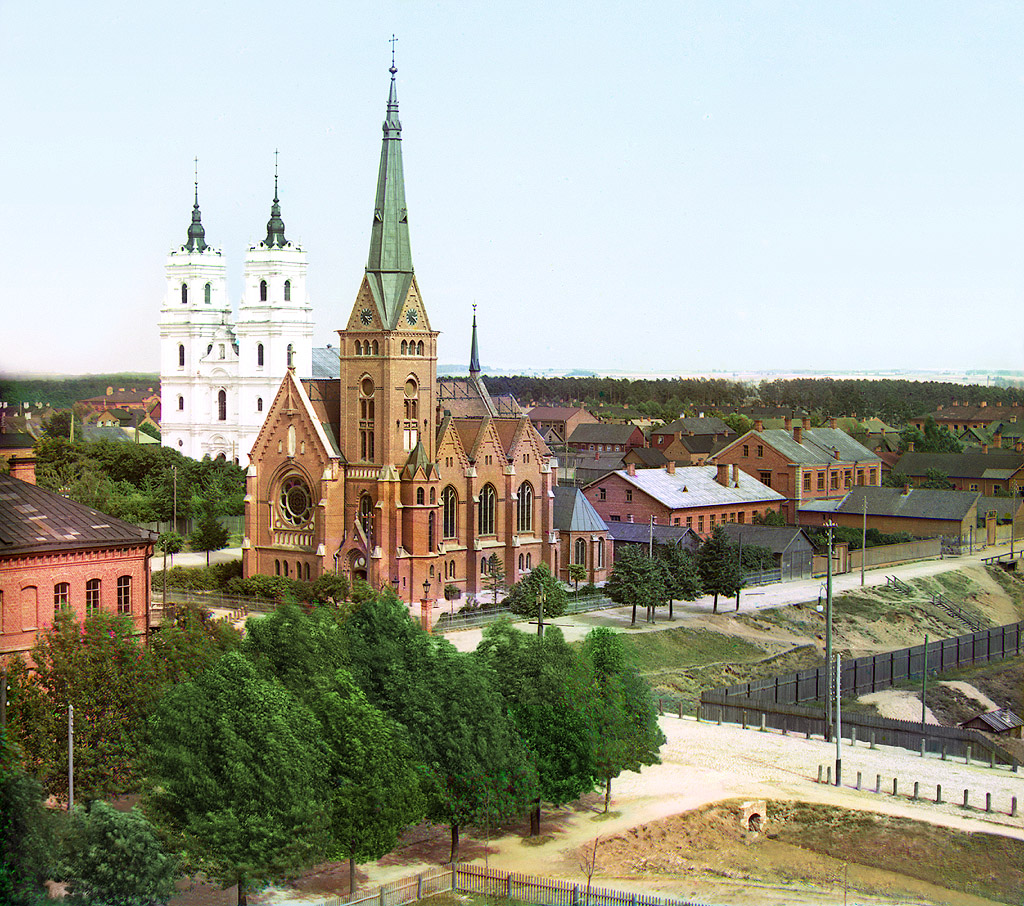
Vue de Dvinsk en 1912 avec l'église luthérienne en premier plan et l'église catholique au fond
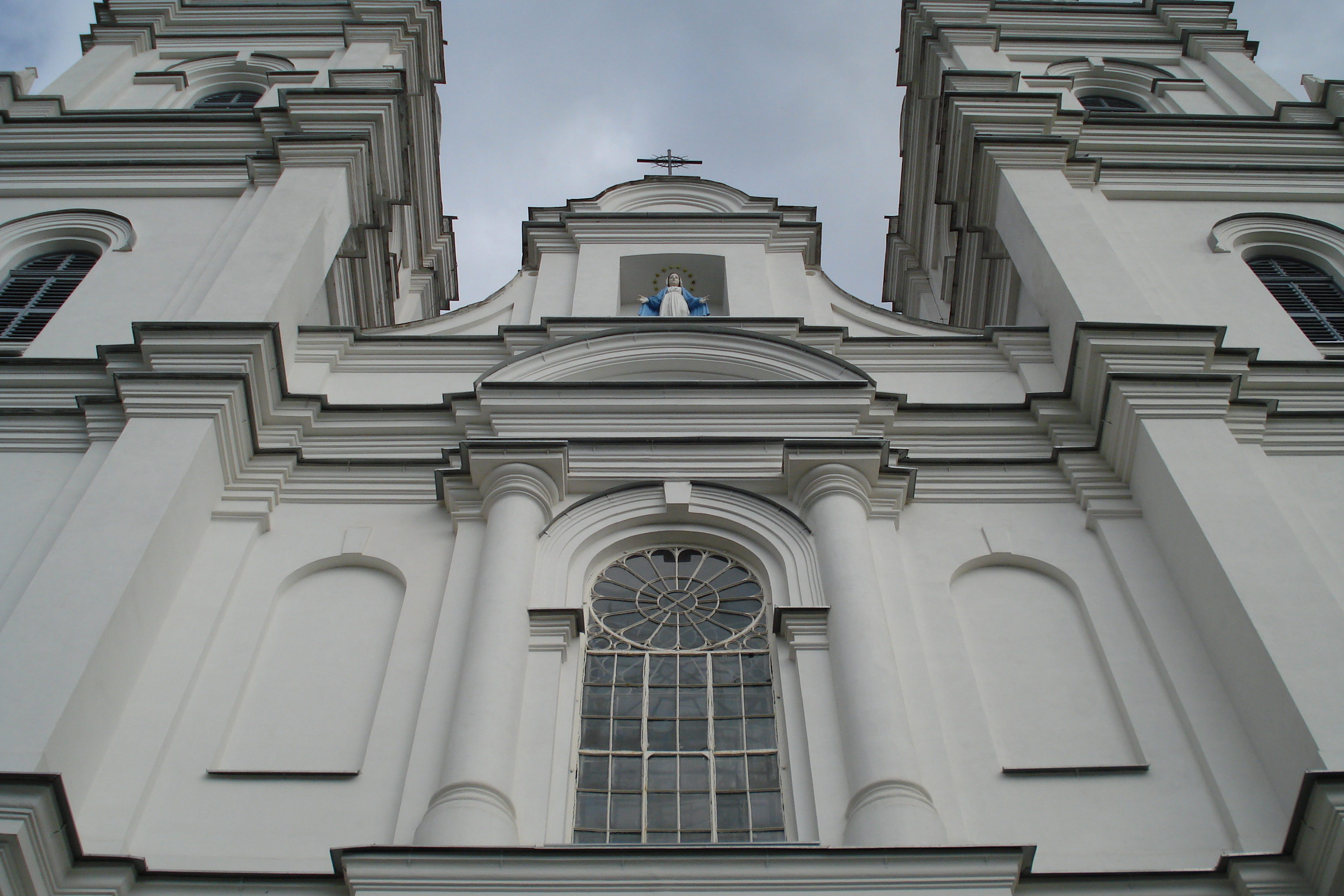
Détail de la façade
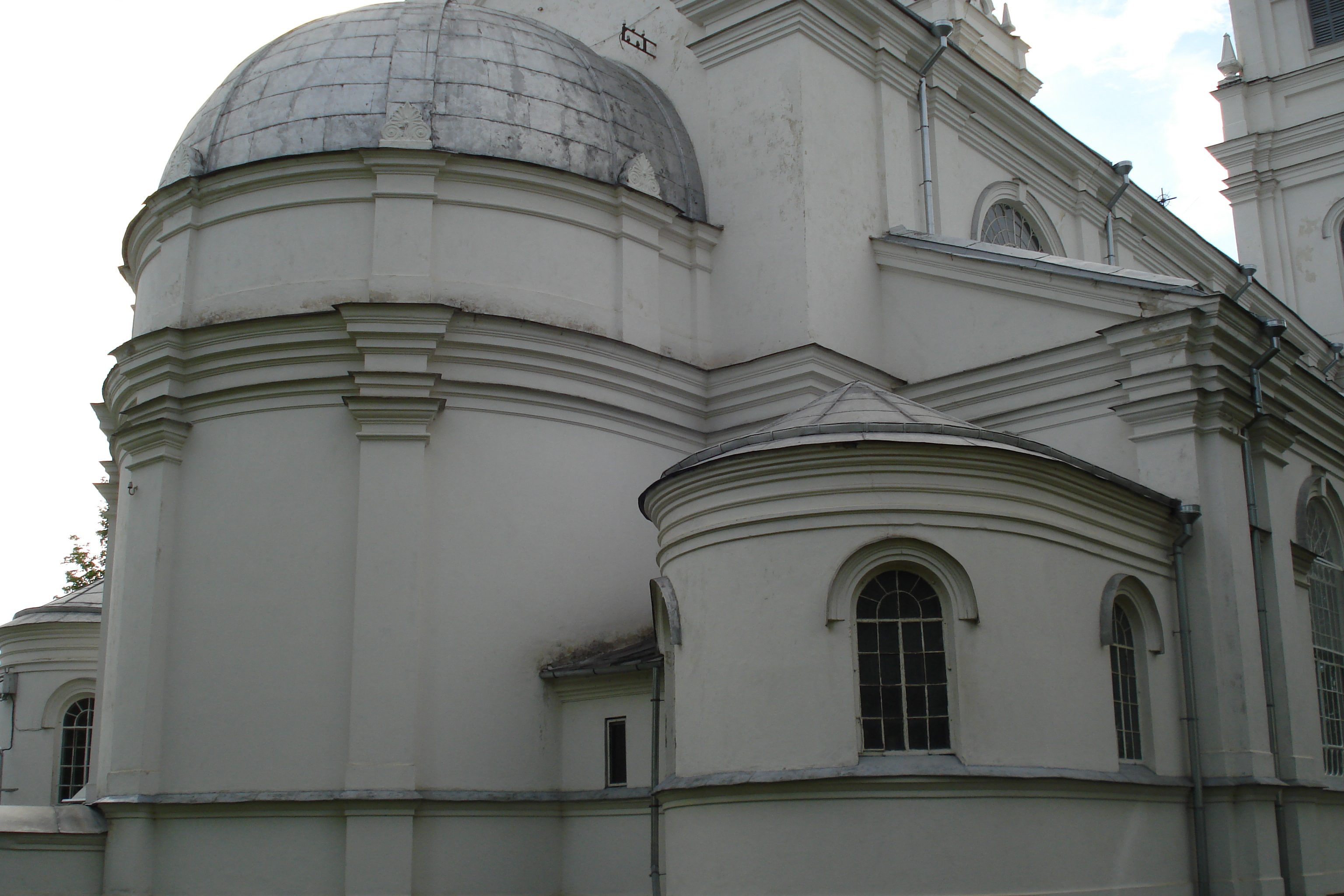
Vue de l'abside